# 버닝 시티
《버닝 시티》(Original Gangstas, Hot City)는 미국에서 제작된 래리 코헨 감독의 1996년 액션, 드라마, 스릴러 영화이다. 프레드 윌리암슨 등이 주연으로 출연하였고 이 영화는 래리 코헨에 의해 감독되었으며 이 영화를 마지막으로 감독한 이후 2019년 사망하였다.

## 출연

### 주연
- 프레드 윌리암슨
- 짐 브라운
- 팜 그리어
- 폴 윈필드

### 조연
- 이사벨 샌포드
- 오스카 브라운 주니어
- 리차드 라운트리
- 론 오닐
- 크리스토퍼 B. 던칸

## 기타
- 미술: 엘레인 바바라 세더